# Modernacris callosa
Modernacris callosa är en insektsart som beskrevs av Boris Petrovich Uvarov 1937. Modernacris callosa ingår i släktet Modernacris och familjen Pyrgomorphidae. Inga underarter finns listade i Catalogue of Life.